# Barbara Kanam
 (août 2019).
Améliorez-le ou discutez des points à vérifier. 
 (juin 2021).
Il peut être nécessaire de l'améliorer pour respecter le principe de neutralité de point de vue. Veuillez consulter la page de discussion pour plus de détails.

 (juin 2017).
Barbara Kanam, née le 27 septembre 1973 à Bukavu au Zaïre, est une compositrice-interprète et productrice de musique congolaise.

## Biographie
Barbara Kanam Mutund est née le 27 septembre 1973 à Bukavu au Zaïre (aujourd'hui République Démocratique du Congo), issue d’une famille de douze enfants, dans la province du Sud-Kivu. Elle effectue une partie de ses études à l’École belge de Kinshasa, puis à Lubumbashi pour obtenir son diplôme de fin d'études secondaires à l'École belge de Kolwezi, avant d’entamer des études universitaires en économie en Afrique du Sud et d'obtenir son diplôme en commerce international à Abidjan en Côte d'Ivoire.
Elle découvre le chant en 1999 au sein de l’orchestre Dévotion et perfectionne sa technique vocale au sein de l'école Psalmody Academy and Rhema Bible School de Johannesburg. Elle apprend par la même occasion à jouer de la guitare. Au bout de 13 mois, elle crée un répertoire acoustique pour une tournée appelée « One Woman Acoustic Show » jouée en RDC et en Afrique du Sud en 1995.
En 1997, elle rencontre Alpha Blondy et Koné Dodo lors d’un concert à Abidjan qui donnera naissance à son premier album aux sonorités acoustiques , Mokili, en 1999. En 2000, elle s'installe en France et devient mère. Après deux ans de pause, elle reprend sa carrière musicale et sort son deuxième album, Teti, en 2003. Le single Bibi Madeleine est un hommage à sa grand-mère. L'album marque son entrée dans l'univers des musiques du monde. Elle remporte le Kora du Meilleur Espoir Féminin et le titre est réédité paré[Quoi ?] en 2005. Elle débute la promotion de l'album Teti dans son pays natal, la République Démocratique du Congo. En 2008, elle lance son propre label, Kanam Music. En 2009 sort Karibu, où elle renoue avec ses racines congolaises. 2015 est l'année de parution de l'album Zawadi. Ensuite s’enchaînent, en 2019 et 2020 deux titres. Le premier, Bouger, est un morceau d'afrobeat avec un fort message de réveil incitant au travail ; le second, Flèche, mélodie des anges[Quoi ?] fait revivre les nostalgies de la rumba congolaise.
Elle est considérée en Afrique comme l’une de plus belles voix féminines.[réf. nécessaire]
Elle enregistre plusieurs featurings avec Papa Wemba dans Triple options, Fally Ipupa dans 100% love, Jacob Desvarieux, Edgar Yonkeu, Sergeo Polo dans Amour à deux, amour à vie, Angèle Assélé dans Les parasites, Nayanda (Brick and Lace) dans Je dis oui, Suzy Trebeau dans Naio et Kandia Kora dans Donne-moi le temps.

## Discographie
- 1999 : Mokili
- 2003 : Teti
- 2009 : Karibu
- 2015 : Zawadi
- 2019 : Bouger
- 2020 : Flèche
- 2023 : Transfiguration à venir

## Distinctions

### Prix
- Ambassadrice de Bonne Volonté du PNUD pour la Promotion des Actions Climatiques(2022)
- Prix des éditions Cana 2020 au Burkina Faso[2]
- Meilleure Artiste Musique Populaire Trophée mwasi ya talo 1ère Edition (2019)[3]
- Meilleure Artiste féminine de la décennie culture Awards drc World 4ème édition (2020)
- Diplôme de mérite « Doctor honoris causa » octroyé par l’Université de Miami à la Fondation Kanam (2019)
- Nommée aux Grammy Awards dans la catégorie meilleure artiste féminine d’Afrique Centrale à Kampala (mars 2018)
- Prix spécial du jury du trophée Canal d’Or au Cameroun (mars 2017)
- Élue Femme de l’année pour les deux Congo par le Comité du Prix présence Congo (2016)
- Membre du jury de l’Élection Miss Congo (RDC) (2016)
- Prix de la meilleure artiste féminine africaine aux Afroca Music Awards en République du Congo (2016)
- Nommée aux MTV Video Music Awards dans la catégorie Meilleure artiste féminine au Nigeria (2015)
- Ndule Awards, meilleure voix féminine, RDC (2015)
- Membre du jury d'Island Africa Talent organisé par Universal en Côte d’Ivoire (2014) et Best of the Best à Kinshasa (2013)
- Okapi Awards, Prix de la meilleure artiste féminine (2012)
- Poro Awards à Abidjan, prix du meilleur clip (2012)
- Nommée aux MTV Awards dans la catégorie Meilleure artiste féminine au Nigeria (2011)
- Trophée de la meilleure voix féminine en RDC et de la dispora aux Ndule Awards (2010)
- Prix pour la révélation féminine et le meilleur clip au Bénin aux Music Black Awards (2005)
- Prix du meilleur espoir féminin d’Afrique centrale au Mali au Tamani d’Or (2004)
- Prix du meilleur artiste féminine d’Afrique centrale au Kunde d’Or, Burkina Faso (2004)
- Prix du meilleur espoir féminin aux Kora Awards, Afrique du Sud (2003)

## Humanitaire
Très engagée dans les questions humanitaires, Barbara Kanam a créé une fondation qui porte son nom.
En 2012, Stop à la guerre ![Quoi ?].
En 2013, elle joue au collectif[Quoi ?] avec Asalfo et d'autres artistes pour la scolarisation des enfants défavorisés.
En 2014, elle fait partie du collectif « Africa Stop Ebola ».
En 2019, Barbara Kanam devient docteur honoris causa de l'Université de Floride,.
Barbara Kanam est la marraine de l'Association de lutte contre le cancer de l'enfant, GFAOP.
Par une ordonnance présidentielle lue samedi 8 juillet 2023 sur les antennes de la Radio Télévision Nationale Congolaise (RTNC) par la porte-parole du président de la République, Tina Salama, Barbara Mutundu Kanam, plus connue sous le nom Barbara Kanam a été nommée Directrice générale du Fonds de promotion culturelle (FPC).

## Télévision
En 2013, elle est jurée dans l’émission « Best of Best ».
En 2014, elle est jurée dans l'émission, Island Africa Talent.
En 2019, elle participe pour la première fois au festival Jazz Kif à Kinshasa.